# Осада Сагунта
Осада Сагунта — осада карфагенскими войсками города Сагунт (Испания) во время Второй Пунической войны.

## Предыстория
После поражения в Первой Пунической войне Карфаген потерял Сицилию, а также выплатил победившему Риму большую контрибуцию. Стремясь компенсировать эту потерю, карфагенский военачальник Гамилькар Барка начал завоевание Испании. После его смерти завоевания продолжил его зять Гасдрубал Красивый.
Римляне, увидев, с каким успехом и скоростью Карфаген оправляется от поражения, заключили договор с Гасдрубалом. Согласно этому договору границей между римскими и карфагенскими владениями стала река Ибер (ныне Эбро) с небольшой прибрежной полосой, а также несколькими приморскими участками, считавшимися нейтральными. На территории одного из этих приморских участков стоял город Сагунт, являвшийся греческой колонией, которая хоть и не потеряла формальной независимости, но по факту рассматривалась как зона влияния Рима.
Вскоре Гасдрубал был убит. Его место занял Ганнибал, юный сын Гамилькара, покоривший к 218 году до н. э. все земли к югу от Ибера, кроме Сагунта. Ганнибал решил напасть на Сагунт, чтобы спровоцировать римлян начать войну.
Сагунтяне, понимая, что столкновение с карфагенянами — вопрос времени, отправили в Рим послов с жалобами на Ганнибала. Те заявили, что Ганнибал тайно натравливает на сагунтян турдетанов и ищет повод вмешаться в дела Сагунта, чтобы подчинить его. 
Римский сенат постановил отправить посольство к Ганнибалу с требованием прекратить любые враждебные действия против Сагунта. После этого послам надлежало отправиться в Карфаген, чтобы оповестить карфагенские власти о жалобе сагунтян и потребовать разобраться в сложившейся ситуации. Ещё до отъезда послов выяснилось, что Ганнибал уже осадил Сагунт.

## Осада
Осада продлилась восемь месяцев и была ожесточённой.
Ганнибал опустошил поля горожан и затем, разделив свои силы на три части, двинулся к самому городу. Стена города одним углом выходила на долину более ровную и открытую, чем остальные окрестности. Против этого угла он решил направить осадные навесы, чтобы с их помощью подвести к стене таран.
Издалека местность действительно показалась достаточно удобной, но, когда понадобилось пустить в ход навесы, дело пошло очень неудачно.
Сагунтийцы на этом участке возвели стену большей высоты, построили огромную башню и разместили отборных воинов, оказавших наиболее деятельное сопротивление. На первых порах защитники города ограничивались стрельбой со стен, держа карфагенян на расстоянии и не давая им соорудить окопы. Со временем осаждённые стали делать вылазки, нападая на неприятельские караулы и осадные сооружения, причём в этих беспорядочных стычках погибало не меньше карфагенян, чем сагунтийцев. Когда Ганнибал, неосторожно приблизившийся к стене, был тяжело ранен дротиком в бедро и упал, кругом распространилось такое смятение, что осадные навесы и работы едва не были брошены.
Несколько дней карфагеняне довольствовались одной осадой города, чтобы дать ране полководца зажить. В этот период сражений не происходило, но обе стороны безостановочно работали над окопами и укреплениями. Поэтому, когда вновь приступили к военным действиям, борьба была ещё ожесточённее. А так как кое-где земляные работы не были возможны, то осадные навесы и тараны продвинули во многих местах одновременно.
На стороне карфагенян, по мнению Тита Ливия, было до ста пятидесяти тысяч человек. А горожане, будучи принуждены разделиться на много частей, чтобы наблюдать за всем и всюду принимать меры предосторожности, чувствовали недостаток в людях.
И вот тараны ударили в стены; вскоре тут и там началось разрушение. Вдруг обрушились три башни и вся стена между ними, обнажив город. Пунийцы подумали, было, что падение этих башен решило и взятие города. Обе стороны с яростью бросились в битву за пролом. Эта битва ничуть не походила на те беспорядочные стычки, какие обыкновенно происходят при осадах городов, когда выбор времени зависит от расчётов только одной стороны. Воины выстроились надлежащим образом в ряды среди развалин стен на узкой площади, отделявшей одну линию домов от другой, словно на открытом поле. Одних воодушевляла надежда, других — отчаяние. Пунийцы думали, что город уже взят и что им надо только немного поднатужиться, сагунтийцы помнили, что стен уже не стало и что их грудь — единственный оплот беспомощной и беззащитной родины. Никто из них не отступил.
Исход сражения длительное время оставался неясен. Вследствие этого сагунтийцы, видя неожиданный успех своего сопротивления, воспрянули духом, пунийцы не сумевшие довершить свою победу показались им побеждёнными. Горожане, подняв крик, отогнали врага к окраинам стен, затем, пользуясь их стеснённым положением и малодушием, выбили их оттуда и прогнали до самого лагеря.
Ганнибал дал своим воинам несколько дней отдыха, расставив караулы для охраны навесов и других сооружений. Сагунтийцы также приостановили военные действия, не подвергаясь нападениям и не нападая сами, зато они, не отдыхали ни днем, ни ночью, пока не возвели новой стены с той стороны, где разрушенные укрепления открывали врагу доступ в город.
Вскоре произошёл новый приступ, намного ожесточённее прежнего. Защитники даже не могли знать, куда им обратиться, прежде всего, куда направить главные силы, отовсюду неслись разноголосые крики.
Сам Ганнибал руководил нападением с той стороны, где везли передвижную башню, превосходившую высотой все укрепления города. Когда она была подведена и под действием катапульт и баллист, расположенных по всем её ярусам, стена опустела, тогда он послал пятьсот африканцев с топорами разбивать нижнюю часть стены Это не представляло особой трудности. Через образовавшиеся проломы отряды карфагенян вступили в город. Им удалось овладеть одним возвышением, перенеся туда катапульты и баллисты, они окружили его стеной, чтобы иметь в самом городе стоянку.
Сагунтийцы, в свою очередь, соорудили внутреннюю стену для защиты от той части города, которая не была ещё взята.
Обе стороны одновременно сражались и работали, но сагунтийцы вынуждены были отодвигать защищаемую черту внутрь города. В то же время ввиду продолжительности осады недостаток во всём необходимом становился всё ощутимее, а надежда на помощь извне слабела.
Некоторым облегчением для сагунтийцев стал внезапный набег Ганнибала на оретанов и карпетанов. Но заместитель Ганнибала Магарбал действовал с такой энергией, что никто не замечал отсутствия главнокомандующего. Он дал врагу несколько успешных сражений и с помощью трёх таранов разрушил часть стены. Вернувшийся Ганнибал сразу же повёл войска против самой крепости и, после ожесточённого сражения, часть крепости была взята.

## Переговоры и взятие города
Тогда два человека, сагунтиец Алкон и испанец Алорк, сделали попытку примирить враждующие стороны, правда, без особой надежды на успех. Алкон без ведома сагунтийцев ночью перешёл к Ганнибалу. Но, видя, что слёзы никакого впечатления не производят и что Ганнибал ставит ужасные условия, он остался у него, из посредника превратившись в перебежчика. По его мнению, тот, кто осмелился бы предлагать сагунтийцам мир на таких условиях, был бы убит ими. Требования Ганнибала состояли в следующем: сагунтийцы должны были дать турдетанам полное удовлетворение, передать всё золото и серебро врагу и, взяв с собою лишь по одной одежде на человека, покинуть город, чтобы поселиться там, где прикажут пунийцы.
Но между тем как Алкон утверждал, что сагунтийцы никогда не примут этих условий, Алорк заявил, что душа человека покоряется там, где все средства к сопротивлению истощены, и взялся быть толкователем условий предполагаемого мира. Он служил тогда в войске Ганнибала, но считался, согласно постановлению сагунтийцев, соединённым с ними союзом дружбы и гостеприимства.
И вот Алорк открыто передал своё оружие неприятельскому караулу и прошёл за укрепления. Претор Сагунта проводил его в сенат. Алорк в своей речи озвучил условия Ганнибала и увещевал жителей сдать город.
Толпа, желая слушать речь Алорка окружила здание и сенат с народом составляли уже одно сборище. Вдруг первые лица в городе, прежде чем мог быть дан ответ Алорку, отделившись от сената, начали сносить на площадь всё золото и серебро, и, поспешно разведя огонь, бросали его туда, причём многие из них бросились в тот же самый огонь.
В это время после долгих усилий пунийцы наконец обрушили башню и один их отряд ворвался в город. Они дали знать полководцу, что город покинут обычными караульными и часовыми. Тогда Ганнибал, решив немедленно воспользоваться этим обстоятельством, со всем своим войском напал на город. Сагунт сразу же был взят. Ганнибал распорядился предавать смерти всех взрослых подряд. Приказ этот был жесток, но исход дела как бы оправдал его, ввиду ожесточённого сопротивления сагунтийцев, которые частью запёршись со своими жёнами и детьми сами поджигали дома, в которых находились, частью бросались с оружием в руках на врага и бились до последнего дыхания.